# 勢和多気ジャンクション
勢和多気ジャンクション（せいわたきジャンクション）は、三重県多気郡多気町にある伊勢自動車道と紀勢自動車道のジャンクションである。
2006年3月の開通に伴い供用開始された。施設は以前の勢和多気ICを改築して新たにジャンクションを建設したもので、これにより勢和多気ICは紀勢自動車道側に移転している。

## 道路
- E23 伊勢自動車道
- E42 紀勢自動車道

## 歴史
- 2006年3月11日 : 紀勢自動車道（勢和多気JCT - 大宮大台IC）開通に伴い供用開始。

## 隣
E23 伊勢自動車道
(38) 松阪IC - (39-1) 勢和多気JCT - (39-2) 多気ヴィソンSIC - 多気PA - (40) 玉城IC
E42 紀勢自動車道
(39-1) 勢和多気JCT - (39) 勢和多気IC - 奥伊勢PA - (1) 大宮大台IC